# XLR

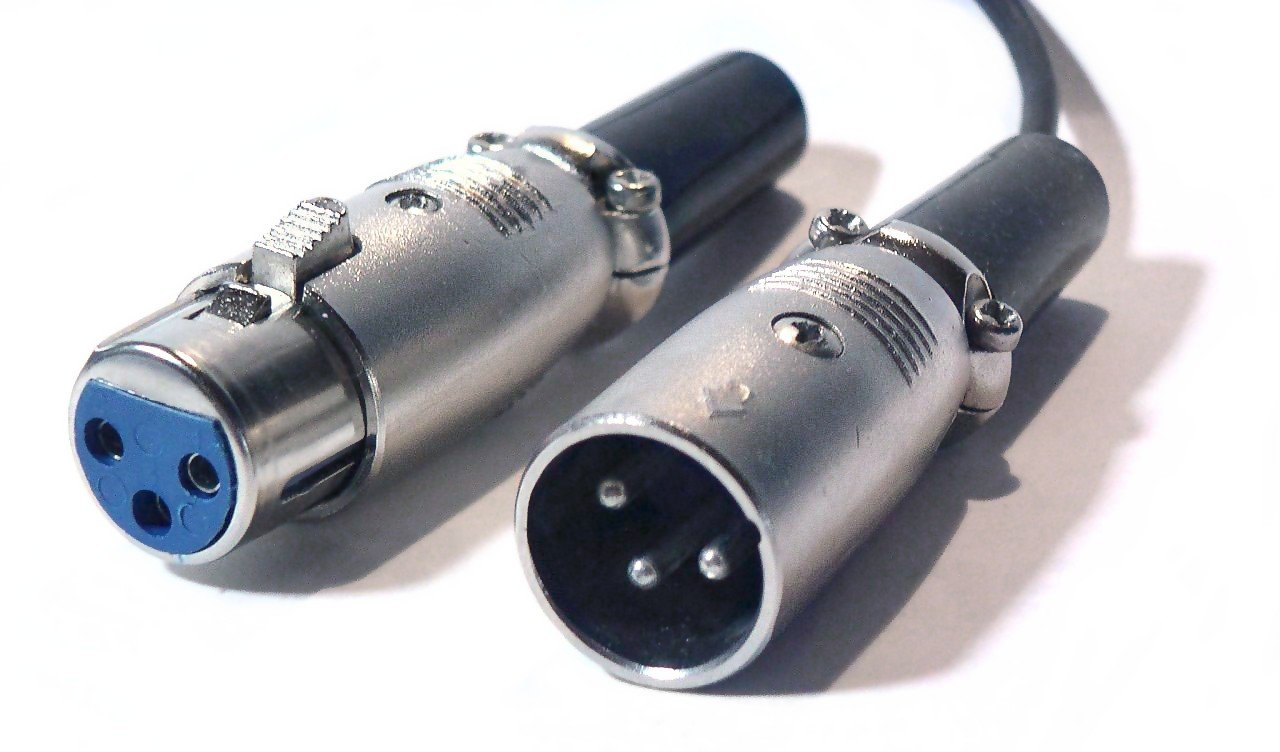
Трёхконтактный разъём XLR3, слева гнездо («мама» = female), справа штекер/вилка («папа» = male)

Разъём XLR — тип электрического разъёма, используемый в основном в профессиональном аудио-, видео- и сценическом осветительном оборудовании. Разъемы XLR имеют цилиндрическую конструкцию, с тремя или семью контактами разъёмов и часто используются для аналоговых балансных подключений, цифрового аудио AES3, портативного домофона, управления освещением DMX512 и для низковольтного источника питания. Разъемы XLR включены в международный стандарт размеров IEC 61076-2-103. Разъем XLR внешне похож на разъем DIN меньшего размера, с которым он физически несовместим.
Буква «X» в аббревиатуре XLR определяет серию (до этого ITT Cannon выпустила серию разъёмов, названия которых начинались с буквы «U»), «L» означает «Latched» («с защёлкой»), «R» — Resilient polychloroprene («эластичная резина синтетического происхождения») — материал, из которого изготовлена защищающая соединение кольцевидная прокладка на коннекторе «мама». Выпускалась также серия XLP, где буква «P» означает «Plastic» («пластик»), ничем не отличающаяся от серии XLR, кроме используемого материала защитной прокладки — твёрдого пластика.

## Распайка
При применении трёхконтактного разъёма XLR для соединения микрофонного кабеля используется следующая распайка контактов:
|         |                                                                           |
| Контакт | Назначение                                                                |
| 1       | Sleeve, Общий провод (может быть соединён с оплёткой кабеля) (GND, земля) |
| 2       | Tip, Прямая полярность (красный провод)                                   |
| 3       | Ring, Обратная полярность (синий провод)                                  |